# Post mortem auctoris
Post mortem auctoris, abreviado p. m. a., es un término de origen latín de uso legal e internacional, y que se traduce al español como «después de la muerte del autor». 

## Uso
Se usa en el contexto de los derechos de autor para indicar cuantos años han de pasar, desde el fallecimiento del autor, para que su obra pase a ser de dominio público. Dado que, en ocasiones, puede ser difícil determinar el día exacto de la muerte del autor, se toma como referencia el 31 de diciembre del año de muerte del mismo, no el aniversario de su fallecimiento.

## Diferentes legislaciones
En España, así como el resto de la Unión Europea, el plazo post mortem auctoris asciende a 70 años, el mismo plazo se ha establecido en Argentina, mientras que en México son 100 años, y en Uruguay 50 años según la ley 17.616 (hasta 2020).